# Paranemastoma iranicum
Espèce
Paranemastoma iranicum est une espèce d'opilions dyspnois de la famille des Nemastomatidae.

## Distribution
Cette espèce est endémique de la province du Mazandéran en Iran. Elle se rencontre vers Alacht, Zirab, Nour et Nowshar.

## Description
Les mâles mesurent de 3,15 à 4,4 mm et les femelles de 3,15 à 4,4 mm.

## Systématique et taxinomie
Cette espèce a été décrite par Martens en 2006.

## Étymologie
Son nom d'espèce lui a été donné en référence au lieu de sa découverte, l'Iran.

## Publication originale
- Martens, 2006 : « Weberknechte aus dem Kaukasus (Arachnida, Opiliones, Nemastomatidae). » Senckenbergiana Biologica, vol. 86, p. 145–210.